# 마노미야 루이
마노미야 루이(일본어: 眞ノ宮 るい まのみや るい[*], 1월 8일 - )는 다카라즈카 가극단 유키구미에 소속된 남역이다.
가나가와현 요코하마시, 일본 여자대학 부속고등학교 출신이다. 키 170cm, 애칭은 "루이", "하이짱", "우엔츠"이다.

## 약력
2012년, 다카라즈카 음악학교에 입학하였다.
2014년, 다카라즈카 가극단 100기생으로 입단. 츠키구미 공연 「다카라즈카오도리／내일에의 지침／TAKARAZUKA 화시집100!!」으로 초무대를 했다.
2015년, 구미마와리를 거쳐 유키구미에 배속되었다.
2021년 7월부터 TAKARAZUKA SKY STAGE 제 6기 스카이 내비게이터즈에 취임하였다.

## 출연 이벤트
- 2017년 10월, 제 54회 『다카라즈카 무용회』